# Brandvägg (miniserie)
Brandvägg är en svensk miniserie i två delar med Rolf Lassgård, Marie Richardson och Lars Melin m.fl.
Miniserien är baserad på Henning Mankells bok med samma namn och släpptes på DVD 4 oktober 2006. Serien visades sedan i SVT i januari 2007 samt i tyska ZDF.

## Handling
Kommissarie Kurt Wallander kopplas in för att utreda ett brutalt taximord. Två unga flickor grips och erkänner, de verkar helt oberörda av sitt besinningslösa dåd. En man hittas död vid en bankomat på torget. Han har ett stort sår i huvudet och hans plånbok och mobil saknas. 
Sent en kväll slocknar plötsligt ljuset i stora delar av Skåne. Strömavbrottet spåras till en ensligt belägen transformatorstation, där en fasansfull upptäckt görs. Wallanders intuition säger honom snart att händelserna på något vis hänger ihop. Någon med stor kunskap om det moderna IT-samhällets sårbarhet har satt en ond plan i verket.

## Inspelningsplatser
Inspelningarna skedde i huvudsak vid Film i Väst i orterna: Trollhättan, Vänersborg, Vargön och Grästorp. Vissa scener är dock inspelade i Ystad och inspelningen av miniserien avslutades i februari 2006. 

## Rollista
- Rolf Lassgård - Kurt Wallander
- Marie Richardson - Maja Thysell
- Lars Melin - Martinsson
- Kerstin Andersson - Lisa Holgersson
- Sofia Pekkari - Sonja Hökberg
- Sten Elfström - Nyberg
- Kajsa Ernst - Elvira Sandgren
- Mira Eklund - Eva Persson
- William Wahlstedt - Solomon